# Dirk Klop

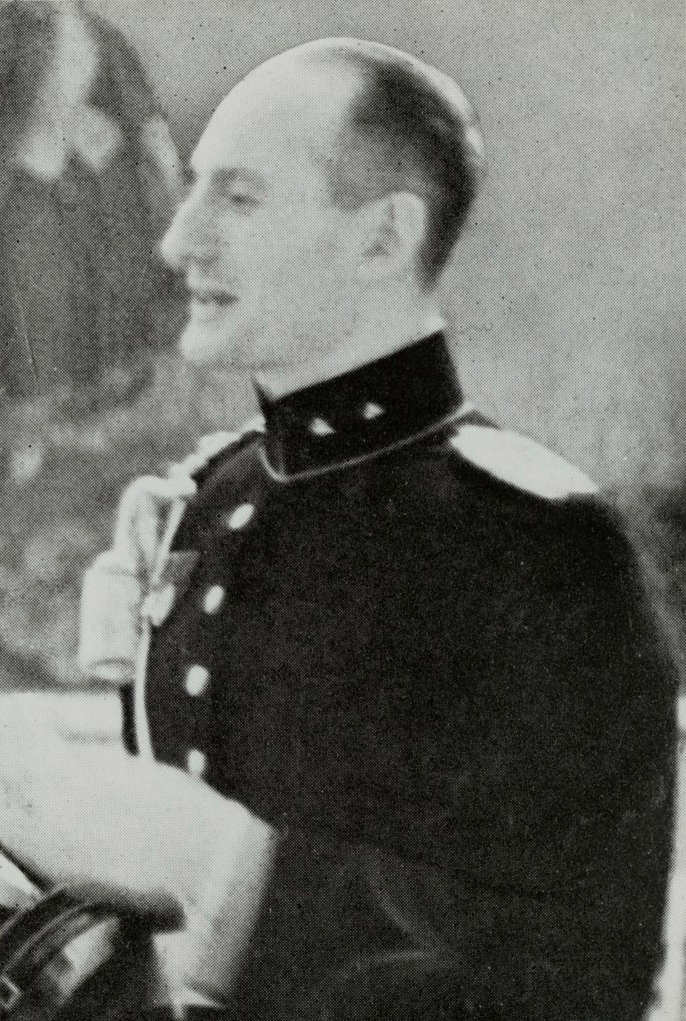
Dirk Klop

Dirk Klop (ur. 17 lipca 1906 w Nieuw-Helvoet, zm. 9 listopada 1939 w Düsseldorfie) – porucznik, oficer holenderskiego wywiadu Niederländischer Geheimdienst (GS III – ang. Section III of the General Staff).
Od 1939 roku był adiutantem, pułkownika Gijsbertusa Jacoba Sasa (1892-1948), attaché wojskowego ambasady holenderskiej w Berlinie.
Dirk Klop został przydzielony (pod pseudonimem major Coppens) do ochrony brytyjskich agentów SIS, majora Richarda Stevensa i kapitana Sigismunda Payne’a Besta w trakcie prowadzonych przez nich negocjacji z niemieckimi wysłannikami opozycji antyhitlerowskiej, w rzeczywistości agentami SD.
Zginął w strzelaninie podczas incydentu w Venlo 9 listopada 1939 roku – miał zostać śmiertelnie trafiony przez esesmana Alfreda Naujocksa lub według innej wersji, nieszczęśliwie sam się postrzelił w trakcie wymiany ognia, zmarł w szpitalu w Düsseldorfie.

## Źródła
- Von Bob de Graaff: The Venlo Incident, http://www.venlo-zwischenfall.de
- http://historie.venlo.nl/gebeurtenisinfo.asp?gebeurtenisID=250 (j. nd.)